# 6월 8일
6월 8일은 그레고리력으로 159번째(윤년일 경우 160번째) 날에 해당한다.

## 사건
- 기원전 57년 - 혁거세 거서간이 즉위함으로써 신라가 건국되었다.
- 68년 - 로마 제국의 갈바가 로마 원로원에 의해 6대 로마 황제로 선포되었다.
- 1388년 - 고려 우왕 14년, 우왕이 폐위되어 영비와 함께 강화로 떠나다.
- 1421년 - 조선 세종 3년, 흙비가 내리고 자욱하게 어둡다.
- 1526년 - 조선 중종 21년, 경상도 경주(慶州)·동래(東萊)·의령(宜寧)·함양(咸陽)·영천(永川)·울산(蔚山)·신녕(新寧)·연일(延日)에서 전염병으로 223명이 죽다.
- 1606년 - 조선 선조 39년, 성균관 벽서 사건이 일어나다.
- 1618년 - 조선 광해군 10년, 서북변 위기에 대한 소문으로 도성 민심이 흉흉해지다.
- 1742년 - 조선 영조 18년, 가뭄이 들어 세 번째 기우제를 지내다.
- 1758년 - 프렌치 인디언 전쟁: 루이스버그 전투가 시작되다.
- 1861년 - 테네시주가 남부연합에 가담했다.
- 1862년 - 미국 남북전쟁: 셰넌도어 계곡 전역: 북군 존 C. 프리몬트의 군대가 크로스키스(영어판)의 남군 스톤월 잭슨의 군대를 공격했다.
- 1867년 - 오스트리아-헝가리 제국이 성립되다.
- 1887년 - 허먼 홀러리스가 천공 카드를 기반으로 한 계산기 특허를 취득하다.
- 1895년 - 조선 고종 32년, 한성부에서 콜레라로 사망자가 속출하여, 내부령(內部令) 제4호〈호열자 소독 규칙〔虎列刺病消毒規則〕〉, 제5호 〈호열자 예방 및 소독 집행 규정〔虎列刺病豫防及消毒執行規程〕〉을 반포하다.
- 1945년 - 일제강점기 친일 단체인 조선 언론 보국회(회장 최린)가 결성되다.
- 1948년 - 한국의 군정기: 미국 극동사령부 제5공군의 B29 폭격기군이 독도 부근서 훈련 중 오폭하여 어선 11척을 파괴하고, 어부 14명 살상했다.
- 1973년 - 대한민국, 포항 종합 제철에서 제1고로·제선 공장 준공식 및 용광로 입광식을 열다.
- 2008년 - 일본 도쿄 아키하바라에서 한 남성이 흉기를 휘둘러 7명이 숨지는 사건이 일어났다
- 2014년 -
  - 압둘팟타흐 시시가 이집트 제13대 대통령으로 취임하였다.
  - 파키스탄 카라치 진나 국제공항에서 탈레반으로 추정된 괴한에 의해 폭탄 테러가 발생(영어판)해 28명이 사망하였다.
- 2015년 - 메르스 유행: 대한민국, 메르스 확진 판정을 받고 대전의 한 병원에서 격리돼 치료를 받던 84번 환자가 사망했다. 이로써 사망자는 6명으로 늘었다.
- 2023년 - 대한민국, ● 수도권 전철 수인·분당선 수내역에 있는 에스컬레이터가 역주행하여 14명의 부상자가 발생하였다.

## 문화
- 1949년 - 영국, 조지 오웰의 소설 《1984》가 발간되다.
- 1990년 - 1990년 FIFA 월드컵이 이탈리아에서 개막.
- 2005년 - 일본 축구 월드컵 대표팀은 조선민주주의인민공화국과의 2006년 독일 월드컵 아시아 최종예선 경기에서 2-0으로 승리해 월드컵 본선 진출을 확정하였다.
- 2012년 - 대한민국 최대의 게임 기업인 넥슨이 2011년도 매출액 기준 업계 3위 기업인 엔씨소프트를 인수하다.
- 2013년 - 대한민국, 걸그룹 소녀시대가 《2013 Girls' Generation World Tour - Girls & Peace》라는 타이틀로 세 번째 단독콘서트를 개최하다.
- 2016년 - 대한민국, 제5대 천주교 마산교구장 배기현 주교의 주교 서품식과 교구장 착좌식이 거행되다.

## 탄생
- 862년 - 중국 당나라의 제18대 황제 당 희종. (~888년)
- 1671년 - 이탈리아의 작곡가 토마소 알비노니. (~1751년)
- 1789년 - 조선 순조(純祖)의 정비(正妃) 순원왕후(純元王后). (~1857년)
- 1810년 - 독일의 작곡가, 피아니스트 로베르트 슈만. (~1856년)
- 1867년 - 미국의 건축가 프랭크 로이드 라이트. (~1959년)
- 1908년 - 브라질의 수녀, 슈퍼센티네리언 이나 카나바로 루카스. (~2025년)
- 1916년
  - 대한민국의 조직폭력배 신영균. (~1988년)
  - 영국의 생물학자 프랜시스 크릭. (~2004년)
- 1921년
  - 인도네시아의 군인, 정치인 수하르토. (~2008년)
  - 미국의 가수이자 영화 배우 실라 라이언. (~1975년)
- 1925년 - 미국의 제41대 대통령인 조지 H. W. 부시의 부인 바버라 부시. (~2018년)
- 1928년 - 페루의 신학자 구스타보 구티에레스. (~2024년)
- 1929년 - 대한민국의 배우 김석훈. (~2023년)
- 1933년 - 미국의 희극인, 배우 조앤 리버스. (~2014년)
- 1934년
  - 대한민국의 세무 출신 정치가 진진형.
  - 일본의 정치인 아오키 미키오. (~2023년)
- 1935년 - 대한민국의 희극인 이기동. (~1987년)
- 1940년
  - 대한민국의 공무원 임인택. (~2020년)
  - 미국의 가수 낸시 시나트라.
- 1941년 - 오스트레일리아의 추기경 조지 펠. (~2023년)
- 1942년 - 대한민국의 배우 변희봉. (~2023년)
- 1950년
  - 대한민국의 가수 최백호.
  - 대한민국의 배우 유승봉.
- 1951년 - 영국의 가수 보니 타일러.
- 1955년
  - 잉글랜드의 컴퓨터 과학자 팀 버너스리.
  - 스페인의 전직 축구 선수 겸 축구 감독 호세 안토니오 카마초.
- 1959년 - 대한민국의 간호사, 정치인 이옥주.
- 1963년 - 일본의 축구 심판 가미카와 도루.
- 1965년 - 미국의 배우 프랭크 그릴로.
- 1966년 - 미국의 배우 줄리아나 마걸리스.
- 1968년
  - 대한민국의 법조인 여환섭.
  - 일본의 성우 미카미 사토시.
- 1969년
  - 대한민국의 배우, 교수 김진만.
  - 일본의 전 축구 선수 나카오 고타로.
- 1970년 - 대한민국의 성우 김장.
- 1971년
  - 대한민국의 배우 박재훈.
  - 대한민국의 배우 최광일.
  - 러시아의 핸드볼 선수 레프 보로닌.
- 1972년 - 대한민국의 배우 안재환. (~2008년)
- 1973년 - 대한민국의 배우 김민.
- 1975년
  - 인도의 배우 실파 셰티.
  - 일본의 만화가 사키사카 이오.
- 1976년 - 일본의 야구 선수 조지마 겐지.
- 1977년
  - 대한민국의 배드민턴 선수 장혜옥.
  - 미국의 랩 가수 카니예 웨스트.
- 1978년 - 대한민국의 가수, 배우 은지원.
- 1979년 - 대한민국의 아나운서, 방송인 최현정.
- 1981년 - 일본의 성우 노나카 아이.
- 1982년 - 대한민국의 전직 스타크래프트 프로게이머 김정민.
- 1983년
  - 벨기에의 테니스 선수 킴 클리스터스.
  - 일본의 성우 미야노 마모루.
  - 미국의 가수 그렉.
- 1984년
  - 대한민국의 아나운서 김하나.
  - 아르헨티나의 축구 선수 하비에르 마스체라노.
  - 대한민국의 레이싱 모델 홍은빈.
  - 대한민국의 모델, 리포터, 배우 지윤.
- 1985년
  - 러시아의 펜싱 선수 소피야 벨리카야.
  - 대한민국의 가수 함병선.
- 1986년
  - 대한민국의 뮤지컬 배우 이효림.
  - 대한민국의 가수 진달래.
- 1987년 - 대한민국의 리포터 박세희.
- 1988년 - 대한민국의 성우 유선일.
- 1989년
  - 일본의 성우 츠다 미나미.
  - 미국의 야구 선수 T.J. 맥파랜드.
  - 대한민국의 아나운서 이정섭.
- 1991년
  - 독일의 모델 스테파니 미초바.
  - 대한민국의 성악가 존 노.
  - 대한민국의 축구 선수 이용재.
- 1992년
  - 대한민국의 배구 선수 채선아.
  - 대한민국의 배우, 모델 김종훈.
- 1993년 - 대한민국의 뮤지컬 배우 강민지.
- 1994년
  - 대한민국의 배우 송유정. (~2021년)
  - 미국의 프로레슬링 선수 리브 모건.
- 1995년
  - 대한민국의 래퍼 김종현 (뉴이스트).
  - 프랑스의 축구 선수 페를랑 멘디.
- 1996년
  - 대한민국의 래퍼, 배우 이진혁 (업텐션).
  - 대한민국의 양궁 선수 강채영.
  - 대한민국의 가수 재민.
- 1997년 - 라트비아의 테니스 선수 옐레나 오스타펜코.
- 1998년 - 대한민국의 트라이애슬론 선수 최숙현. (~2020년)
- 1999년 - 튀르키예의 양궁 선수 메테 가조즈.
- 2000년 - 대한민국의 배구 선수 이예솔.
- 2001년 - 대한민국의 야구 선수 신동수.
- 2002년 - 네덜란드의 공주 오라녜나사우 여백작 엘로이즈.
- 2004년 - 미국의 배우 프란체스카 카팔디.

## 사망
- 632년 - 이슬람교의 창시자 무함마드. (570년~)
- 1376년 - 잉글랜드 국왕 에드워드 3세의 장남 에드워드 흑태자. (1330년~)
- 1651년 - 일본 에도 막부의 제3대 쇼군 도쿠가와 이에미쓰. (1604년~)
- 1809년 - 영국의 사상가, 철학자 토머스 페인. (1737년~)
- 1845년 - 미국의 제7대 대통령 앤드루 잭슨. (1767년~)
- 1924년 - 영국의 산악인 조지 맬러리. (1886년~)
- 1951년 - 나치의 구성원 파울 블로벨. (1894년~)
- 1982년 - 미국의 야구인 사첼 페이지. (1906년~)
- 1997년 - 대한민국의 시인 박재삼. (1933년~)
- 1998년 - 나이지리아의 정치인 사니 아바차. (1943년~)
- 2001년 - 미국의 컴퓨터과학자 나다니엘 로체스터. (1919년~)
- 2009년
  - 대한민국의 정치인 정석모. (1929년~)
  - 가봉의 최장 집권 대통령 오마르 봉고. (1935년~)
- 2013년 - 대한민국의 희극인 함효주. (1984년~)
- 2017년 - 미국의 배우 글렌 헤들리. (1955년~)
- 2018년 - 미국의 요리사 앤서니 보데인. (1956년~)
- 2019년 - 브라질의 가수 앙드레 마토스. (1971년~)
- 2020년
  - 대한민국의 정치인, 관료 심완구. (1938년~)
  - 대한민국의 기초의회의원 서형열. (1956년~)
  - 부룬디의 정치인 피에르 은쿠룬지자. (1964년~)
- 2022년 - 대한민국의 희극인, 방송인 송해. (1927년~)
- 2023년
  - 대한민국의 정치인 강병수. (1961년~)
  - 미국의 전도사, 부흥사 팻 로버트슨. (1930년~)
- 2024년
  - 일본의 만화가 사사야 나나에. (1950년~)
  - 미국의 농구 선수 쳇 워커. (1940년~)

## 기념일
- 세계 해양의 날
- 바운티 데이: 노퍽섬
- 세계 뇌종양의 날(World Brain Tumor Day)
- 프리모주 트루바르 데이: 슬로베니아

## 같이 보기
- 전날: 6월 7일 다음날: 6월 9일 - 전달: 5월 8일 다음달: 7월 8일
- 음력: 6월 8일
- 모두 보기